# Glicerinaldehid-3-foszfát-dehidrogenáz
A glicerinaldehid-3-foszfát-dehidrogenáz (GAPDH, EC 1.2.1.12) a glikolízis 6. lépését katalizáló 37 kDa körüli enzim. A GAPDH számos nem anyagcseréhez kapcsolódó folyamatban is részt vesz, például a transzkripcióaktivációban, az apoptózis indításában, a ER–Golgi vezikulumszállításban és az axoplazmás tranzportban. Spermában a herespecifikus GAPDHS izoenzim kifejeződik.

## Szerkezet
A sejtben a citoplazma-GAPDH elsősorban 4 azonos, egy, az enzimműködéshez fontos katalitikus tiolcsoportot tartalmazó 37 kDa-os alegységből álló tetramer. A magi GAPDH izoelektromos pontja (pI) pH 8,3-8,7. Az aktív hely C152 ciszteinje az oxidatív stressz miatti apoptózis elindításához szükséges. A GAPDH transzláció utáni módosulásai járulnak hozzá a glikolízisen kívüli funkcióihoz.
A GAPDH-t egy gén kódolja, mely az mRNS-transzkriptumot kódolja 8 splicingváltozattal, de van izoformája, melyet egy másik gén kódol, amelyet csak a spermiumok expresszálnak.

## Reakció
| glicerinaldehid-3-foszfát | glicerinaldehid-foszfát-dehidrogenáz | glicerinaldehid-foszfát-dehidrogenáz | d-glicerát-1,3-biszfoszfát |
|                           |                                      |                                      |                            |
| NAD+ Pi                   | NADH + H+                            |                                      |                            |
|                           |                                      |                                      |                            |
| NAD+ Pi                   | NADH + H+                            |                                      |                            |
|                           |                                      |                                      |                            |
|                           |                                      |                                      |                            |

### Kétlépéses G3P-átalakítás
Az első reakció a glicerinaldehid-3-foszfát (G3P) 1. (a diagramban 4.) szénatomjának oxidációja, ahol egy aldehid karbonsavvá alakul {\displaystyle (\Delta G^{\circ \prime }=-50\mathrm {\frac {kJ}{mol}} )}, ekkor a NAD+ endergonikusan redukálódik NADH-vá.
Ezen erősen exergonikus reakció által felszabadult energia hajtja az endergonikus második reakciót {\displaystyle (\Delta G^{\circ \prime }=+50\mathrm {\frac {kJ}{mol}} )}, ahol szervetlen foszfát kerül a GAP köztitermékre magas foszforiltranszfer-potenciálú 1,3-biszfoszfoglicerát (1,3-BPG) terméket adva.
A kissé endergonikus {\displaystyle (\Delta G^{\circ \prime }=6{,}3\mathrm {\frac {kJ}{mol}} )} teljes reakció oxidációhoz kapcsolt foszforiláció. Ezt a GAPDH teszi lehetővé.

### Mechanizmus
A GAPDH kovalens és báziskatalízissel csökkenti a 2. lépés, a foszforiláció aktivációs energiáját.

#### 1. Oxidáció
Először a GAPDH aktív helyén lévő cisztein a G3P karbonilcsoportjára kerül, féltioacetál köztiterméket adva (kovalens katalízis).
Ezt az aktív helyen lévő egyik hisztidin deprotonálja (általános báziskatalízis). Ez a karbonilcsoport ismételt létrejöttét és hidridion kibocsátását teszi lehetővé a későbbi tioészter-köztitermékben.
Ezután egy közeli erősen kapcsolt NAD+ megköti a hidridiont, NADH-t létrehozva a féltioacetál tioészterré oxidálódásával.
E tioészter sokkal nagyobb energiájú (kevésbé stabil) a karbonsavnál, mely a G3P GAPDH nélküli oxidációjakor jönne létre (a karbonsav olyan alacsony eergiájú, hogy a foszforiláció aktivációs energiája túl magas lenne, így túl lassú és kedvezőtlen lenne élőlény számára a reakció).

#### 2. Foszforiláció
A NADH elhagyja az aktív helyet, és újabb NAD+ váltja, melynek pozitív töltése stabilizálja a negatívan töltött karboniloxigént a következő, végső lépés átmeneti állapotában. Végül egy szervetlen foszfát a tioészterhez kötődik, tetraéderes intermediert adva, mely végül 1,3-biszfoszfogliceráttá és a cisztein tiolcsoportját adja.

### Szabályozás
E fehérje az allosztérikus szabályzás morfiinmodelljét használhatja.

## Funkció

### Anyagcsere
Mint nevéből következik, a glicerinaldehid-3-foszfát-dehidrogenáz a glicerinaldehid-3-foszfát 
d-glicerát-1,3-biszfoszfáttá alakulását katalizálja. Ez a glükóz glikolitikus bontásának, az energia- és szénellátás fontos útjának 6. lépése, mely az eukarióta sejtek citoszoljába történik. Ez az átalakulás 2 egymáshoz kapcsolódó lépésben történik. Az első kedvező, és lehetővé teszi a második, kedvezőtlen lépés bekövetkeztét.

### Adhézió
A GADPH fő funkcióján túl szerepet játszik az adhézióban és más partnerekhez való kapcsolódásban. A Mycoplasma és Streptococcus bakteriális és a Paracoccidioides brasiliensis gomba-GAPDH-ja képes a humán sejten kívüli mátrix összetevőihez kötődni és az adhézióban részt venni. A GADPH a felszínhez kötődik, hozzájárulva az adhézióhoz és a káros patogének kizárásához. A Candida albicans GADPH-ja a sejtfalhoz asszociált, és fibronektinhez és lamininhoz kötődik. A probiotikumfajok GADPH-ja képes a humán vastagbélmucin és ECM kötésére, a bélprobiotikumok megnövekedett jelenlétét okozva. Patel D. et al. kimutatták, hogy a Lactobacillus acidophilus-GAPDH mucinhoz kötődik az adhézióban.

### Transzkripció és apoptózis
A GAPDH képes a transzkripció aktiválására. Az OCA-S transzkripcióaktiváló komplex két, korábban csak az anyagcserében szerepet játszónak gondolt fehérjét, a GAPDH-t és a laktát-dehidrogenázt tartalmazza. A GAPDH a plazma és a mag közt mozog, így az anyagcsere-állapotot és a géntranszkripciót is összekapcsolhatja.
2005-ben Hara és társai kimutatták, hogy a GAPDH az apoptózist is elindítja. Ez nem új funkció, de tekinthető a DNS-hez kapcsolódó GAPDH által mediáltnak a transzkripcióhoz hasonlóan. A GAPDH NO által S-nitrozilációja a stresszre válaszul lehetővé teszi kapcsolódását a SIAH1 ubikvitin-ligázhoz. A komplex a magba kerül, ahol a SIAH1 magi fehérjéket bont le, elindítva a sejthalált. Később a csoport kimutatta, hogy a Parkinson-kór kezelésére használt deprenil az S-nitrozilációt akadályozva erősen csökkenti a GAPDH apoptotikus aktivitását.

### Metabolikus váltó
A GAPDH visszaállítható metabolikus váltó oxidatív stressz esetén. Az oxidatív stressznek kitett sejteknek nagy mennyiségű NADPH kell. A citoszolban NADPH-t számos enzim állít elő NADP+-ból, ebből 3 katalizálja a pentóz-foszfát útvonalat. Az oxidálószer-kezelések GAPDH-inaktivációt okoznak. Ez a glikolízisről a pentóz-foszfát-útvonalra való váltást okoz, lehetővé téve az NADPH-termelést. Stressz esetén NADPH-t igényelnek egyes antioxidáns-rendszerek, például a glutaredoxin és a tioredoxin, de NADPH kell a glutation újbóli hasznosításához is.

### ER–Golgi transzport
A GAPDH szerepet játszhat a vezikulumtranszportban az endoplazmatikus retikulumtól (ER) a Golgi-készülékig, mely az elválasztott fehérjék szállítási útvonalának része. Ezenkívül GAPDH-t használ a rab2 az ER vezikuláris tubuláris klasztereiben, ahol segíti a COPI-vezikulumok létrehozását. A GAPDH-t a tirozinfoszforiláció aktiválja az Src gén révén.

### További funkciók
A GAPDH-nak más enzimekhez hasonlóan több funkciója van. A glikolízis 6. lépésének katalízisén kívül egy 2014-es tanulmány szerint a GAPDH fontos a vashomeosztázisban, ahol chaperon a sejtekben lévő labilis hem számára.

## Használata töltéskontrollra
Mivel a GAPDH gén gyakran stabilan és folyamatosan magas szinten expresszálódik a legtöbb szövetben és sejtben, házmestergénnek tekintik. Ezért a GADPH-t gyakran használják töltés- és qPCR-kontrollnak. Azonban bizonyos körülmények közt eltér a GAPDH szabályozása. Például az MZF-1 transzkripciós faktor szabályozza a GAPDH gént. A hipoxia is erősen növeli a GAPDH-expressziót. Ezért a GAPDH kontrollkénti használata nem mindig megfelelő.

## Eloszlása a sejtben
A glikolízis minden lépése, így a GAPDH által katalizált reakció is a citoszolban történik. A vörösvérsejtekben a GAPDH és néhány más glikolitikus enzim komplexekké áll össze a sejtmembrán belsejében. A foszforiláció és az oxigénezés a folyamatot szabályozzák. Több glikolitikus enzim egymáshoz közeli elhelyezése jelentősen növeli a glükózbontás sebességét. 2014-es tanulmányok szerint a GAPDH sejtmembránon kívüli expressziója vasdependens, ahol a vashomeosztázisban játszik szerepet.

## Klinikai jelentősége

### Rák
A GAPDH számos humán rák, például a melanóma esetén túlexpresszálódik, expressziója a tumor előrehaladásával növekszik. Glikolitikus és antiapoptotikus funkciói segítik a tumorsejtek proliferációját és védelmét, így a tumorigenezist is. A GADPH a ceramidstimuláló kemoterápiás szerek okozta telomerrövidülést akadályozza. Az olyan körülmények, mint például az oxidazív stressz gátolják a GAPDH-t, a sejt öregedését és halálát okozva. A GAPDH csökkenése a tumorsejtekben senescentiát okoz.

### Neurodegeneráció
A GAPDH több neurodegeneratív betegségben és rendellenességben szerepet játszhat, főleg a más fehérjékkel való, a betegségre, rendellenességre jellemző interakciókkal. Ezek nemcsak az energiatermelést befolyásolhatják, hanem más GAPDH-funkciókat is. Például a GAPDH β-amiloid-prekurzorral (βAPP) való interakciója befolyásolhatja a sejtvázzal vagy a membrántranszporttal kapcsolatos funkciókat, míg a huntingtinnal való interakció az apoptózissal, a magi tRNS-transzporttal, a DNS-replikációval és -javítással kapcsolatosakat. A GAPDH magi transzlokációja figyelhető meg Parkinson-kór esetén, és számos antiapoptotikus PD-gyógyszer, például a raszagilin a GAPDH transzlokációjának megakadályozásával működik. Feltehetően a hipometabolizmus is közrejátszhat a PD-ban, de a GAPDH szerepének mechanizmusai még nem ismertek. The SNP rs3741916 in the 5' UTR of the GAPDH gene may be associated with late onset Alzheimer's disease.

## Kölcsönhatások

### Fehérjepartnerek
A GAPDH számos biológiai funkciója fehérje–fehérje kölcsönhatások révén történik az alábbi fehérjékkel:
- tubulin a mikrotubulus-kötéshez;[3]
- aktin az aktinpolimerizációhoz;[3]
- VDAC1 a mitokondriális membránpermeabilizáció (MMP) és apoptózis elindításához;[3]
- inozit-1,4,5-triszfoszfát-receptor a sejtbeli Ca2+ jelzés szabályzásához;[3]
- Oct-1 a H2B hiszton szintéziséhez szükséges OCA-S koaktivátorkomplex képzéséhez a sejtciklus S fázisához;[4]
- p22 a mikrotubulus-szerveződés segítéséhez;[4]
- Rab2 az endoplazmatikus retikulum (ER)–Golgi transzport segítéséhez;[4]
- transzferrin számos sejt felszínén és a sejtközi mátrixban;[4][28][34]
- laktát-dehidrogenáz;[4]
- laktoferrin;[35]
- purin/pirimidinmentes endonukleáz (APE1), az oxidált APE1-et redukálja endonukleázaktivitásának újraindításához;[4]
- promielocitás leukémiafehérje (PML) RNS-dependens módon;[4]
- Rheb GTPázelválasztáshoz alacsony glükózszint mellett;[4]
- Siah1 a maghoz való áthelyezést képző komplexhez, ahol ubikvitinnel reagál, és magi fehérjéket bont nitrozatív stressz mellett;[4]
- A Siah fehérje GAPDH-kompetitora (GOSPEL) blokkolja a GAPDH interakcióját a Siah1-gyel, így az oxidatív stresszre válaszul történő sejthalált;[4]
- p300/CREB-kötő fehérje, mely a GAPDH-t acetilezi, így a további apoptóziscélpontok acetilezését erősíti;[4]
- vázizom-specifikus Ca2+/kalmodulindependens fehérjekináz;[4]
- Akt;[4]
- β-amiloid-prekurzor protein (βAPP);[32]
- Huntingtin.[32]
- A GAPDH önmagával is asszociálhat homotipikus oligomerekké, aggregátumokká

### Nukleinsavpartnerek
A GAPDH egyszálú RNS-hez és DNS-hez kötődhet, és számos nukleinsavpartner ismert:
- tRNS,
- Hepatitis A-vírus-RNS,
- Hepatitis B-vírus-RNS,
- Hepatitis C-vírus-RNS,
- HPIV3,
- limfokin-mRNS,
- IFN-γ-mRNS,
- JEV-mRNS és
- telomer-DNS.

### Inhibitorok
- Koninginsav

## Fordítás
Ez a szócikk részben vagy egészben  a   Glyceraldehyde 3-phosphate dehydrogenase című angol Wikipédia-szócikk ezen változatának fordításán alapul.  Az eredeti cikk szerkesztőit annak laptörténete sorolja fel. Ez a jelzés csupán a megfogalmazás eredetét és a szerzői jogokat jelzi, nem szolgál a cikkben szereplő információk forrásmegjelöléseként.